# Corallodiscus lanuginosus
Corallodiscus lanuginosus är en tvåhjärtbladig växtart som först beskrevs av Nathaniel Wallich och R. Brown, och fick sitt nu gällande namn av Brian Laurence Burtt. Corallodiscus lanuginosus ingår i släktet Corallodiscus och familjen Gesneriaceae.

## Underarter
Arten delas in i följande underarter:
- C. l. lanuginosus
- C. l. minutus

## Bildgalleri

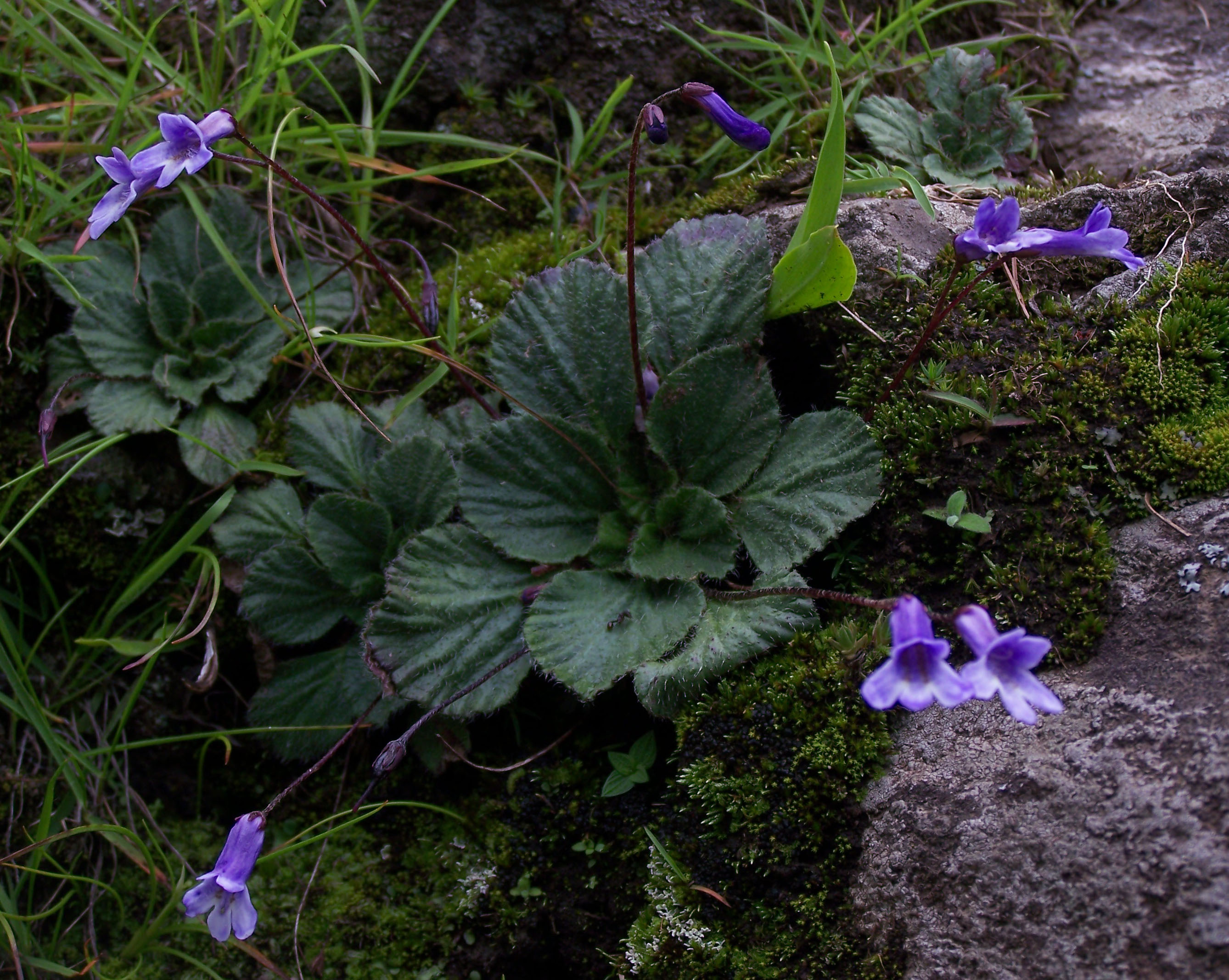